# Strobilanthes debilis
Strobilanthes debilis är en akantusväxtart som beskrevs av C. B. Cl.. Strobilanthes debilis ingår i släktet Strobilanthes och familjen akantusväxter. Inga underarter finns listade i Catalogue of Life.